# Maureen Herremans
Maureen Anne Herremans (Veldhoven, 22 oktober 1996) is een Nederlandse atlete, die zich heeft toegelegd op het hink-stap-springen. Ze veroverde zowel in- als outdoor enkele nationale titels op dit onderdeel.

## Biografie

### Start
Maureen Herremans groeide op in een gezin als middelste kind met één oudere en één jongere broer. Haar moeder vond atletiek wel bij haar passen; zelf wist ze nog niet wat atletiek was en startte bij de A-pupillen. Ze werd lid bij de Veldhovense Atletiekclub GVAC en specialiseerde zich later op hoogspringen in Best bij AVGM. Uiteindelijk koos ze voor hink-stap-springen en trainde bij AVGM en AV Attila onder Sander Hage. Tegenwoordig is zij lid van Prins Hendrik in Vught en is haar coach Joep Janssen.

### Overstap naar hink-stap-springen
Na het hoogspringen besloot Herremans hink-stap-springen te proberen. Dit ging zo goed, dat zij binnen een jaar al meer dan een meter verder sprong en kon deelnemen aan de Nederlandse kampioenschappen.

### Wedstrijden
In 2017 nam Herremans deel aan de Nederlandse indoorkampioenschappen in Apeldoorn, waarbij Patricia Krolis in haar laatste sprong naar het zilver sprong en Herremans brons haalde.
Tijdens het baanseizoen mocht Herremans uitkomen voor Nederland op de EK voor landenteams in de hoogste divisie. De wedstrijd vond plaats in Lille, Nederland degradeerde hierbij. De EK-wedstrijd was haar eerste internationale wedstrijd.
Vervolgens veroverde Herremans zilver op de Nederlandse kampioenschappen in Utrecht met een sprong van 12,30 m.
In 2021 na 1,5 jaar blessure kwam Herremans terug met hink-stap-springen. Tegen al haar verwachtingen in sprong zij de eerste wedstrijd meteen een PR van 12,69 m. 2 wedstrijden later verbeterde Herremans dit record met 12,70 m. Door deze prestaties werd Herremans uitgekozen om uit te komen voor Nederland op het EK Landenteams in Roemenië in de First Leaque. Herremans sprong hier een afstand van 12,96 m, waarmee zij weer haar PR weer verbeterde en behaalde daarmee 5 punten voor Nederland, op dat moment was deze afstand de 4e aller tijden van Nederland. De volgende wedstrijd bij het NK werd Herremans voor het eerst Nederlands kampioen met een afstand van 12,98 m en is ze 3e aller tijden van Nederland.
Bij de eerste indoor hink-stap-sprongwedstrijd van het seizoen 2022 sprong ze in Liévin 13,21 m, wat een Nederlands indoorrecord is. Bij de Nederlandse indoorkampioenschappen in Apeldoorn behaalde ze goud op het onderdeel hink-stap-springen met een afstand van 13,06 m en brons op het onderdeel verspringen met een afstand van 6,22 m

## Nederlandse kampioenschappen
Outdoor
| Onderdeel          | Jaar       |
| ------------------ | ---------- |
| hink-stap-springen | 2021, 2023 |

Indoor
| Onderdeel          | Jaar             |
| ------------------ | ---------------- |
| hink-stap-springen | 2022, 2023, 2024 |

## Persoonlijke records
Outdoor
| Onderdeel          | Prestatie          | Datum        | Plaats    |
| ------------------ | ------------------ | ------------ | --------- |
| verspringen        | 5,89 m (+1,3 m/s)  | 2 juni 2018  | Oordegem  |
| hink-stap-springen | 13,25 m (+2,0 m/s) | 15 juni 2025 | Amsterdam |

Indoor
| Onderdeel          | Prestatie    | Datum            | Plaats    |
| ------------------ | ------------ | ---------------- | --------- |
| verspringen        | 6,22 m       | 27 februari 2022 | Apeldoorn |
| hink-stap-springen | 13,21 m (NR) | 23 januari 2022  | Liévin    |

## Palmares

### hink-stap-springen
- 2017:  NK indoor – 12,25 m
- 2017:  NK – 12,30 m (+2,6 m/s)
- 2018:  NK indoor – 12,33 m
- 2018:  NK – 12,19 m (+2,8 m/s)
- 2019:  NK indoor – 12,53 m
- 2019:  NK – 12,64 m (+0,1 m/s)
- 2021:  NK – 12,98 m (-0,9 m/s)
- 2022:  NK indoor – 13,06 m
- 2023:  NK indoor – 13,09 m
- 2023:  NK – 12,67 m (+1,2 m/s)
- 2024:  NK indoor – 12,95 m
- 2024:  NK – 12,85 m (-1,6 m/s)
- 2025:  NK – 13,06 m (+1,0 m/s)

### verspringen
- 2022:  NK indoor — 6,22 m
- 2022:  NK – 6,11 m (+0,6 m/s)
- 2023: 5e NK indoor — 5,94 m